# Florin Aftalion
Pour les articles homonymes, voir Aftalion.
Florin Aftalion, né à Bucarest le 23 juin 1937 et mort le 19 juin 2023 à Velleron dans le Vaucluse, est un économiste français.

## Biographie
Réfugié politique en France en 1949, Florin Aftalion a une formation d'ingénieur École nationale supérieure du pétrole et des moteurs (ENSPM). Il devient par la suite docteur en sciences physiques de la Faculté des sciences de Paris. Il obtient en 1972 un MBA à l'université Northwestern puis en 1975 un doctorat (Ph.D.) en finance, dans la même université.
Il a dirigé la collection « Libre échange » aux Presses universitaires de France.
Il est professeur de finance à l’ESSEC, et a enseigné l’économie et la finance à l'université de New York, à l'université Northwestern et à l'université de Tel-Aviv.
Il a été membre de la Société du Mont Pèlerin et du conseil scientifique de l'ALEPS.

## Prises de position
Florin Aftalion a été un cadre du Parti socialiste unifié.
Évoluant en direction des Nouveaux économistes, il s'en éloigne après avoir apporté son soutien à l'École de Chicago. Il appartient à compter de 1981 au Comité des intellectuels pour l'Europe des libertés ; à l'hiver de la même année, il cosigne dans Éléments une tribune intitulée « Pour une alternative au socialisme ».
En décembre 1984, il participe au Forum des idées de l'opposition, organisé par le Club de l'horloge et Magazine Hebdo.
En 1988, il fait partie du comité de soutien à la candidature présidentielle de Raymond Barre.
En 1992, il s'engage contre le traité de Maastricht et signe un appel pour une Europe moins bureaucratique.
Dans une tribune du Monde datée du 28 février 1997, il dénonce le préjugé de la réduction du temps de travail pour diminuer le chômage, mesure-phare du projet du Parti socialiste, qu'il compare aux remèdes prônés par le Front national.
Il a été hostile à l'instauration de l'euro. Cependant, quelques années plus tard, étant donné la dette accumulée par la France en euros, la sortie de la monnaie unique lui a paru impossible.[réf. nécessaire]

## Publications
- Avec Jean-Jacques Rosa, L'Économique retrouvée, Economica, 1977[13]
- Socialisme et économie, Presses universitaires de France, 1985
- Économie de la Révolution française, 1987, Plon, réédition, PUF collection Quadriges, puis 2008, Belles Lettres[14]
- La trahison des Rosenberg, Éditions Jean-Claude Lattès, 2003,  (ISBN 2709625040)
- Alerte rouge sur l’Amérique. Retour sur le maccarthysme, Éditions Jean-Claude Lattès, 2006,  (ISBN 2709626349)
- La nouvelle finance et la gestion des portefeuilles, 2008, 3e édition, Economica,  (ISBN 978-2-7178-5540-1) [15]
- L'autre Jérusalem, L'Apart de l'esprit, 2010,  (ISBN 978-2-3603-3016-4)
- Crise, Dépression, New Deal, Guerre, Éditions Economica, 2012,  (ISBN 978-2-7178-6449-6)
- Le salaire minimum, Éditions Libréchange, 2015,  (ISBN 976-10-93166)

## Récompenses et distinctions
- Prix du livre libéral 2013 (avec Philippe François)[16].